# Adolf Galland
Adolf „Dolfo” Joseph Ferdinand Galland (n. 19 martie 1912, Westerholt⁠(d), Regatul Prusiei, Imperiul German – d. 9 februarie 1996, Remagen, Renania-Palatinat, Germania) a fost un general german al Forțelor Aeriene ale Germaniei Naziste (Luftwaffe) și as al aviației în cel de-al Doilea Război Mondial.
A zburat în 705 misiuni de luptă luptând pe Frontul de Vest și la Apărarea Reichului. A fost doborât de patru ori și a fost creditat cu 104 victorii aeriene împotriva Aliaților.

## Vezi și
- Lista așilor din cel de-al Doilea Război Mondial

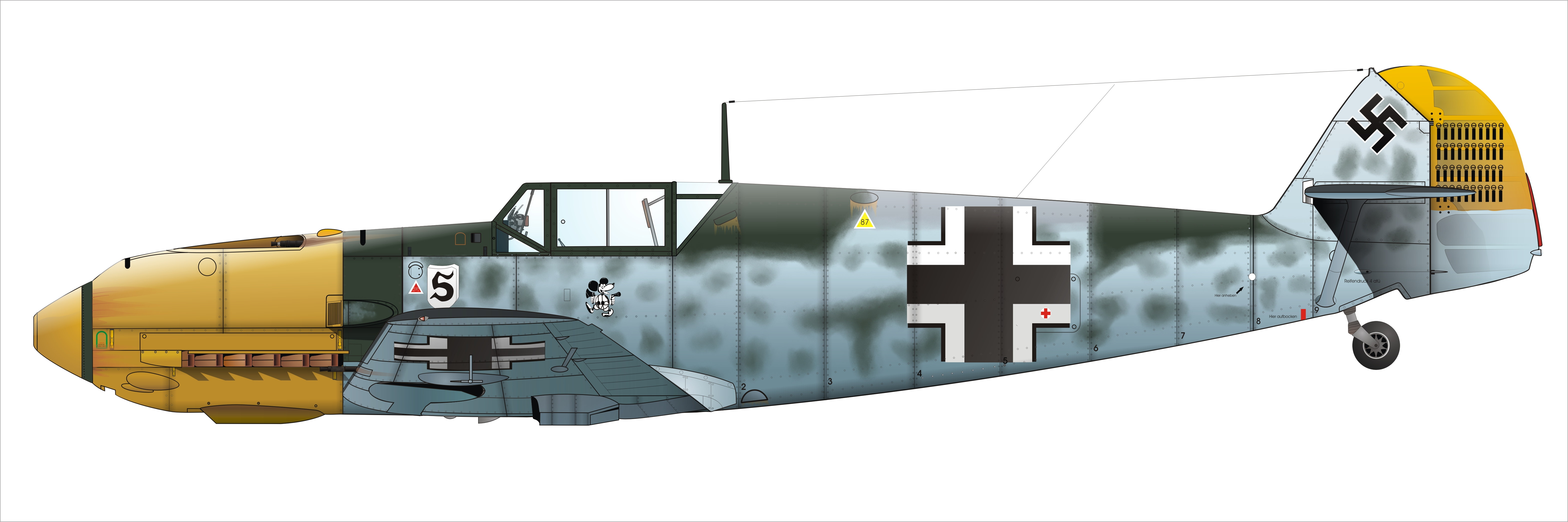
Messerschmitt Bf 109-E al lui Galland